# Библиотека Линьси
Библиотека Линьси (кит. 令希图书馆) — главная библиотека Даляньского технологического университета (DUT) в Даляне, провинция Ляонин, Китай. Она названа в честь Цянь Линьси, известного учёного и академика, который был вторым президентом Даляньского технологического университета. Открытая в 2009 году, это одна из крупнейших университетских библиотек Северо-Восточного Китая.

## Обзор

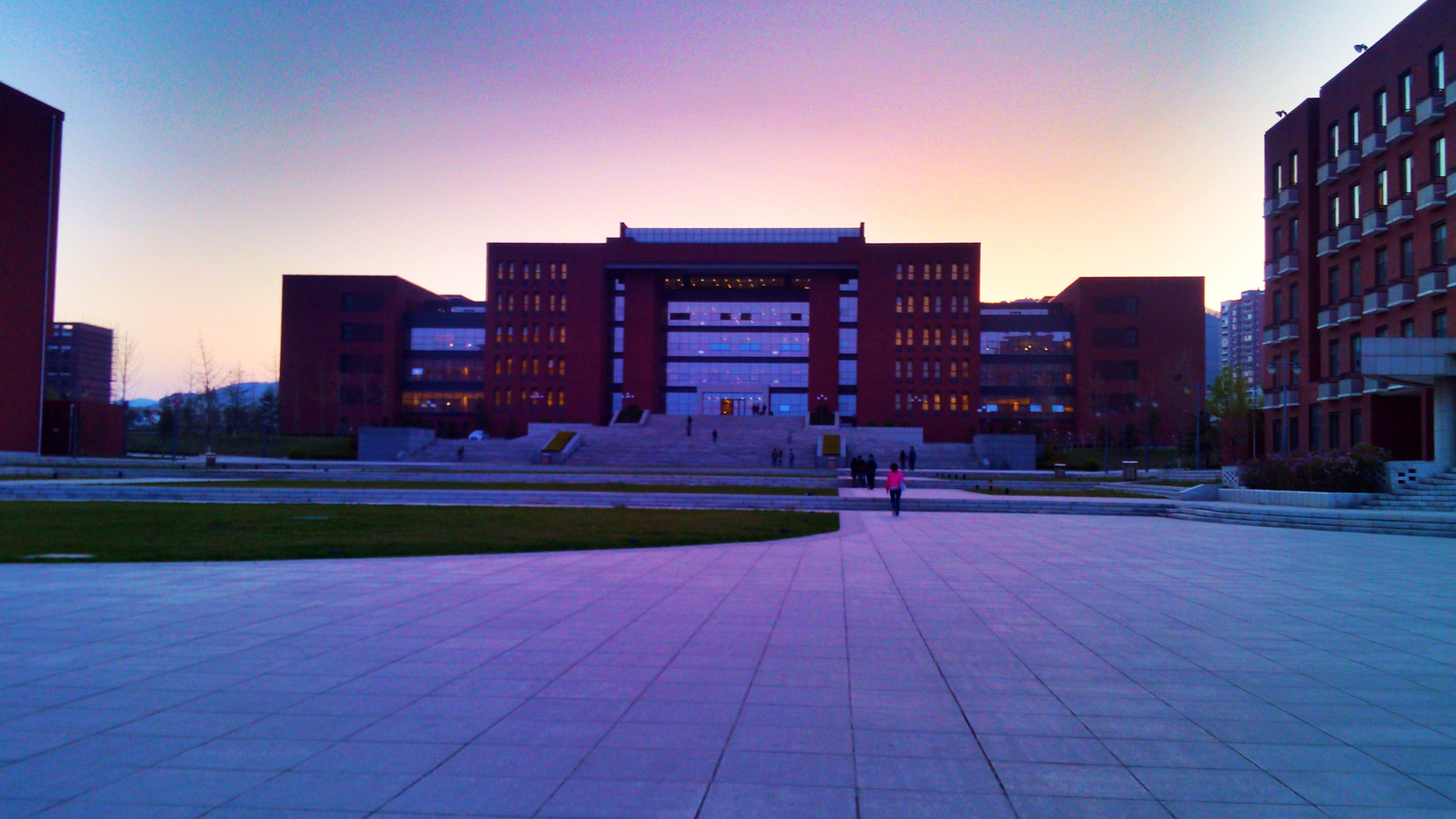
Библиотека Линьси в сумерках

Библиотека Линьси расположена в западной конечной точке оси восток-запад в кампусе Даляньского технологического университета. Сама конструкция здания подчёркивает контраст простой прямоугольной планировки и чёткой структуры. С эстетической точки зрения она отражает простоту и открытость. Ядро здания — пятиэтажный зал. Являясь наиболее посещаемым местом, он также выступает в качестве командного центра всей библиотеки. Величественная крыша над главным входом символизирует приют и заботу для посетителей библиотеки. Всё здание призвано показать, что о людях заботятся, а обучение — это постоянное стремление.
Наружная стена состоит из красного кирпича, тёмного металла и тонированного стекла. Фасад библиотеки стремится найти баланс между классикой и современностью. Он сочетает в себе современные методы и материалы с архитектурной выразительностью, улучшая образ и характеристики основного здания. Площадь застройки составляет 30 000 квадратных метров. В библиотеке 3000 мест для сидения.
Большая бронзовая статуя Цянь Линьси была торжественно открыта в библиотеке 16 июля 2012 года, в 96-ю годовщину со дня его рождения. Скульптура — работа скульптора Вэй Дэня, работающего в Даляньском технологическом университете. Статуя помещена на мраморном основании внутри библиотеки.